# Ernst Mutz

Ernst Mutz

Ernst Valentin Mutz (* 19. August 1900 in Gleiwitz; † nach 1952) war ein deutscher Politiker (NSDAP).

## Leben
Mutz war der Sohn des Schlossers Franz Mutz und seiner Ehefrau Hedwig (* 28. Oktober 1874), geb. Woytilak. Von 1906 bis 1914 besuchte er die Volksschule. Anschließend wurde er an einer Marinefachschule unterrichtet. Im April 1917 trat Mutz in die Marine des Kaiserreiches ein. Nach dem Krieg und der Gründung der Weimarer Republik blieb er weiterhin bei der Marine, bise er im Frühjahr 1928 aus dieser ausschied. In der Folgezeit führte er die Berufsbezeichnung Flugzeugfunker.
Zum 1. Juni 1930 trat Mutz in die NSDAP ein (Mitgliedsnummer 266.397). Von November 1932 bis 1935 war Mutz für die NSDAP Mitglied der Stadtverordnetenversammlung von Chemnitz.
Von April 1933 bis zur Auflösung dieser Körperschaft im Herbst desselben Jahres gehörte Mutz dem Abgeordneter Sächsischen Landtag als Abgeordneter für die NSDAP an.
Danach erhielt Mutz anlässlich der Reichstagswahl vom November 1933 einen Sitz im nationalsozialistischen Reichstag. In diesem vertrat er von November 1933 bis März 1936 als Abgeordneter den Wahlkreis 30. Bei der Reichstagswahl von 1936 und bei der Reichstagswahl von 1938 wurde Mutz erneut in den Reichstag gewählt. Von 1936 bis 1938 vertrat er dort den Wahlkreis 9 (Oppeln). Er gehörte dem Reichstag insgesamt elfeinhalb Jahre lang, von November 1933 bis zum Ende der NS-Herrschaft im Frühjahr 1945, als Abgeordneter an.
Als hauptberuflicher Funktionär der NSAP übernahm Mutz ab 1933 Aufgaben als Kreisleiter in Chemnitz und danach im Kreis Beuthen. Zudem war er Beauftragter der NSDAP sowie als Gauredner tätig.
Nach dem Zweiten Weltkrieg gelangte Mutz 1945 nach Glücksburg. Dort lebte er mindestens bis 1952 in der Paulinenallee 16–18.

## Ehe und Familie
Mutz heiratete am 18. Februar 1929 in Berlin die Plätterin Gertrud Stenzel (* 23. Mai 1898; 8. Oktober 1952 in Glücksburg).